# Adorodocia vittaticollis
Adorodocia vittaticollis is een keversoort uit de familie bladsprietkevers (Scarabaeidae). De wetenschappelijke naam van de soort is voor het eerst geldig gepubliceerd in 1883 door Fairmaire.